# 小林定之
小林 定之（こばやし さだゆき、1850年（嘉永3年）12月 - 1922年（大正11年）12月12日）は、宇都宮藩藩士、北辰一刀流剣術家、大日本武徳会剣道範士。通称は誠次郎（せいじろう）。

## 経歴
下野国宇都宮（現在の栃木県宇都宮市）出身。北辰一刀流千葉道三郎に師事し、道三郎から相伝を得る。戊辰戦争において会津城に進軍し、官軍中村半次郎の部下に属し錦旗護衛を命ぜられる。
1877年（明治10年）、西南戦争に警視庁抜刀隊隊員として従軍する。1879年（明治12年）、警視庁撃剣世話掛に奉職。1883年（明治16年）から1886年（明治19年）まで和歌山県に奉職し、その後再び警視庁に入る。1888年（明治21年）6月時点の階級は警部補で、久松警察署勤務。
東京市本所区菊川町（現在の東京都墨田区菊川）に至誠館道場を開き、剣術を指導する。1902年（明治35年）、愛知県巡査教習所武術教師嘱託兼大日本武徳会愛知支部嘱託。1904年（明治37年）12月、大日本武徳会から精錬証を授与される。1918年（大正7年）9月、剣道範士に昇進。
定之には子がなく、弟子の勝浦四郎を養子とした。四郎は北海道小樽市に移り住み、小樽玄武館を開いた。